# Tolpis succulenta
Tolpis succulenta, conhecida pelo nome comum de visgo, é um espécie de plantas com flor pertencente à família Asteraceae endémica nos arquipélagos dos Açores e da Madeira.

## Descrição
Tolpis succulenta é uma planta perene que pode atingir mais de 40 cm de comprimento. Indivíduos mais velhos apresentam uma base lenhosa. As folhas são glabras e dentadas. As flores amarelas ocorrem em inflorescências inseridas ao longo das hastes.
A espécie é um endemismo da Macaronésia com presença confirmada nos arquipélagos dos Açores e da Madeira, existindo incerteza quanto à pertença a uma única espécie dadas as grandes diferenças morfológicas presentes entre as populações de ambos os arquipélagos. Está presente em todas as ilhas desses arquipélagos, com excepção das ilhas Selvagens.
Habitualmente cresce de forma pendente, chegando a atingir mais de 40 cm de comprimento, com indivíduos velhos apresentando a base lenhosa; folhas glabras e dentadas; flores amarelas dispersas ao longo dos caules. Ocorre exclusivamente junto à costa, em habitats secos e fortemente expostos, como cavidades nas falésias costeiras e em depósitos de pedras. Surge também em muros de pedra e muralhas. Encontram-se apenas em alguns locais e geralmente com poucos indivíduos dispersos, em zonas de vegetação esparsa.